# Enganyapastors de l'Índia
L'enganyapastors de l'Índia (Caprimulgus asiaticus) és una espècie d'ocell de la família dels caprimúlgids (Caprimulgidae) que habita garrigues, conreus i boscos del Pakistan, l'Índia, Sri Lanka, Myanmar, Tailàndia, centre i sud de Laos i sud del Vietnam.